# 巡見使
巡見使（じゅんけんし）とは、江戸幕府が諸国の大名・旗本の監視と情勢調査のために派遣した上使のこと。大きく分けると、公儀御料（天領）及び旗本知行所を監察する御料巡見使と、諸藩の大名を監察する諸国巡見使があった。

## 成立
江戸幕府は元和2年（1616年）に元和軍役令を制定し、大名・旗本に軍役・奉仕を義務付けた。幕府はこの体制の維持のため、旗本には職務による例外を除いて定府（江戸常駐）を命じ、大名には寛永12年（1635年）の武家諸法度改正で江戸常駐の代替として参勤交代制を導入した。巡見使は、旗本が軍役・奉仕義務を行うための政治的・軍事的地盤をそれぞれの知行で確立できているかを幕府が直接確認するために導入されたものであり、参勤交代とは対として考えられていた。
元和元年（1615年）11月19日、徳川家康は武家諸法度・一国一城令が遵守されているかを確かめるために、3年に1度諸国の監察を行う「国廻り派遣」の方針を打ち出したが、会津地方への監察が1度行われたのみに終わった。8年後の元和9年（1623年）に、徳川秀忠は豊後国に配流された甥であり娘婿でもある松平忠直の状況視察を目的として「国目付」を派遣しているが、これも「国廻り派遣」の1種であった。本格的な派遣再開は、徳川家光が親政を始めて1年後の寛永10年1月6日（1633年）に、慶長日本図の校訂を理由として「国廻り派遣」を行うことを決め、2月8日に小出吉親・市橋長政・溝口善勝・小出三尹・桑山一直・分部光信の6名の譜代大名格を正使として、各地に派遣したのが最初とされている。この際、副使として使番・小姓組あるいは書院番に属する旗本からそれぞれ1名ずつが付けられた。彼らは地図の校訂を行うと同時に、当時既に構想されていた参勤交代実施時の大名行列のルートを確認する意図があったとされている。
その後、再びこの制度は途絶えていたが、徳川家綱の代に入った寛文4年（1664年）4月5日に全ての大名に領知朱印状が交付され（寛文印知）、同年に宗門改が全ての領主に義務付けられた。それらの実施状況を確かめる事を名目として、寛文7年（1667年）閏2月18日に諸国巡見使の制が導入された。

## 諸国巡見使
寛文7年の制によれば、若年寄が責任者として指揮監督にあたり、若年寄の支配下にあった使番1名を正使、同じく小姓番と書院番からそれぞれ1名ずつを副使として派遣することとした。彼らは従者を連れて管轄する諸国の監察を行い、私領（諸藩）及び公儀御料の政治の実態を「美政・中美政・中悪政・悪政」などと格付けした。また禁教令などの幕府法令の実施状況、領内の物価や相場、船舶や海防などについて調査した。
徳川綱吉が将軍職についた翌年の天和元年（1681年）にも諸国巡見使が派遣され、以後新将軍が就任してから1年以内に巡見使発遣令と実際の発遣が行われることとなった。また全国を8の区域に分割し、管轄区域を定めた。以後、幼少で没した徳川家継を例外として、寛文・天和の制度に則って将軍の代替わりの恒例行事として制度化された。
なお、寛文7年の巡見では島原藩の高力隆長が改易処分にされるなど、「悪政」と評価された大名には処罰の可能性があり、各藩ではこれを強く恐れた。そのため諸藩は巡見使の機嫌を取ることに気を配り、巡見使に対して過度とも言える接待が行われ、巡見使が通過する村々に負担が命じられた。更に「巡見扇」などと呼ばれる想定質疑集も作成されるなどした。更に幕藩体制においては、幕府の方針に違反しない限りは藩に一定の自主性が認められていたため、巡見使の監察にも限度があった。
寛文の巡察以後、徳川家慶の天保9年（1838年）まで計8回行われた。だが徳川家定の時には、黒船来航や災害などを理由に安政4年（1857年）まで延期されたものの、家定の病状悪化（翌1858年死去）によって派遣されなかった。徳川家茂の時には、文久2年（1862年）まで同様の理由で延期されたものの、同年の文久の改革によって参勤交代が一時停止された事を受け、11月29日に参勤交代と対として考えられていた巡見使発遣の見合わせが決定された。そして徳川慶喜の就任翌年である慶応3年（1867年）9月21日に、国内の混乱と諸藩の疲弊を理由に巡見使そのものの停止が決定された。そのわずか1ヶ月後に大政奉還が行われる事になる。

### 天和以後の8管轄区域
- 二筑（筑前・筑後）・二肥（肥前・肥後）・日向・大隅・薩摩・壱岐・対馬・五島[8]の10国。
- 三備（備前・備中・備後）・安芸・周防・長門・石見・出雲・伯耆・美作・因幡・隠岐の12国。
- 阿波・讃岐・淡路・土佐・伊予・二豊（豊前・豊後）の7国。
- 五畿（山城・大和・河内・和泉・摂津）・紀伊・但馬・播磨・丹波・丹後の10国。
- 三河・駿河・遠江・尾張・伊勢・伊賀・美濃・飛騨・甲斐・信濃の10国[9]。
- 武蔵・相模・伊豆・上野・下野・上総・下総・常陸・安房の9国。
- 三越（越前・越中・越後）・近江・若狭・加賀・能登・佐渡の7国。
- 陸奥・出羽・松前[10]の3国。

### 歴代将軍の巡見使派遣
将軍就任後に諸国巡見使の発遣令が出された日、及び実際の発遣年を掲げる。
- 徳川綱吉－天和元年1月28日（1681年3月18日）→同年発遣
- 徳川家宣－宝永7年3月1日（1710年3月30日）→同年発遣
- 徳川吉宗－享保元年7月18日（1716年9月28日）→同年及び翌享保2年（1717年）発遣
- 徳川家重－延享2年10月28日（1745年11月21日）→翌延享3年（1746年）発遣
- 徳川家治－宝暦10年7月11日（1760年8月21日）→同年及び翌宝暦11年（1761年）発遣
- 徳川家斉－天明7年3月27日（1787年5月14日）→翌天明8年（1788年）及び寛政元年（1789年）発遣
- 徳川家慶－天保8年7月16日（1837年8月16日）→翌天保9年（1838年）発遣

## 御料巡見使
当初は諸国巡見使が公儀御料（天領）の巡見も行っていたが、寛文11年（1671年）に関東地方の代官及び農民支配を目的として関八州巡見使が独自に派遣された。正徳2年（1712年）に関八州から全国規模に拡大され、老中支配の勘定・支配勘定と若年寄支配の徒目付による御料巡見使が派遣された。公儀御料は各地に散らばっているため、全国を11の区域に分けて行われた。
以後、同3年（1713年）・同6年（1716年）・延享3年（1746年）・宝暦11年（1769年）・寛政元年（1789年）・天保9年（1839年）の7回、御料巡見使が派遣された。延享以後、将軍の代替わりに諸国巡見使と同時に派遣される事となった。御料巡見の成否は幕府及び旗本財政の動向にも関わること、統治に一定の自主性が認められていた諸藩と異なり公儀御料・旗本領には幕府権力が直接行使できた事から、御料巡見使には諸国巡見使以上の権限が与えられていた。

## 巡見使に対する監察
御庭番が提出した遠国御用の報告書の中には、巡見使の現地での振る舞いについて調査したものが伝わっている。隠密調査の一つとして、御庭番に巡見使の調査が発令されたと考えられている。

## 巡見道
巡見使が通る道筋を巡見道あるいは巡見街道と称していた例が各地にあり、現在でも一部の道筋については通称としてその名前が使われることがある。